# Castellví de Rosanes
Castellví de Rosanes (em catalão e oficialmente) ou Castellví de Rosanés (em castelhano) é um município da Espanha na comarca de Baix Llobregat, província de Barcelona, comunidade autónoma da Catalunha. Tem 16,4 km² de área e em 2021 tinha 1 996 habitantes (densidade: 121,7 hab./km²). Limita com o município de Martorell.